# كوديم رقيق الأوراق
كوديم رقيق الأوراق (الاسم العلمي:Codiaeum tenerifolium) هو نوع من النباتات يتبع جنس الكوديم من الفصيلة الفربيونية. تم وصف هذا النوع من النبات علمياً لأول مرة من قبل هربرت كينيث إيري شو سنة 1978.